# (3957) Sugie
(3957) Sugie ist ein Asteroid des Hauptgürtels, der am 24. Juli 1933 vom deutschen Astronomen Karl Wilhelm Reinmuth an der Landessternwarte Heidelberg-Königstuhl (IAU-Code 024) entdeckt wurde.
Benannt wurde er zu Ehren des japanischen Amateurastronomen und Asteroidenentdeckers Atsushi Sugie, der am Dynic Astronomical Observatory arbeitet.